# Salonhängung

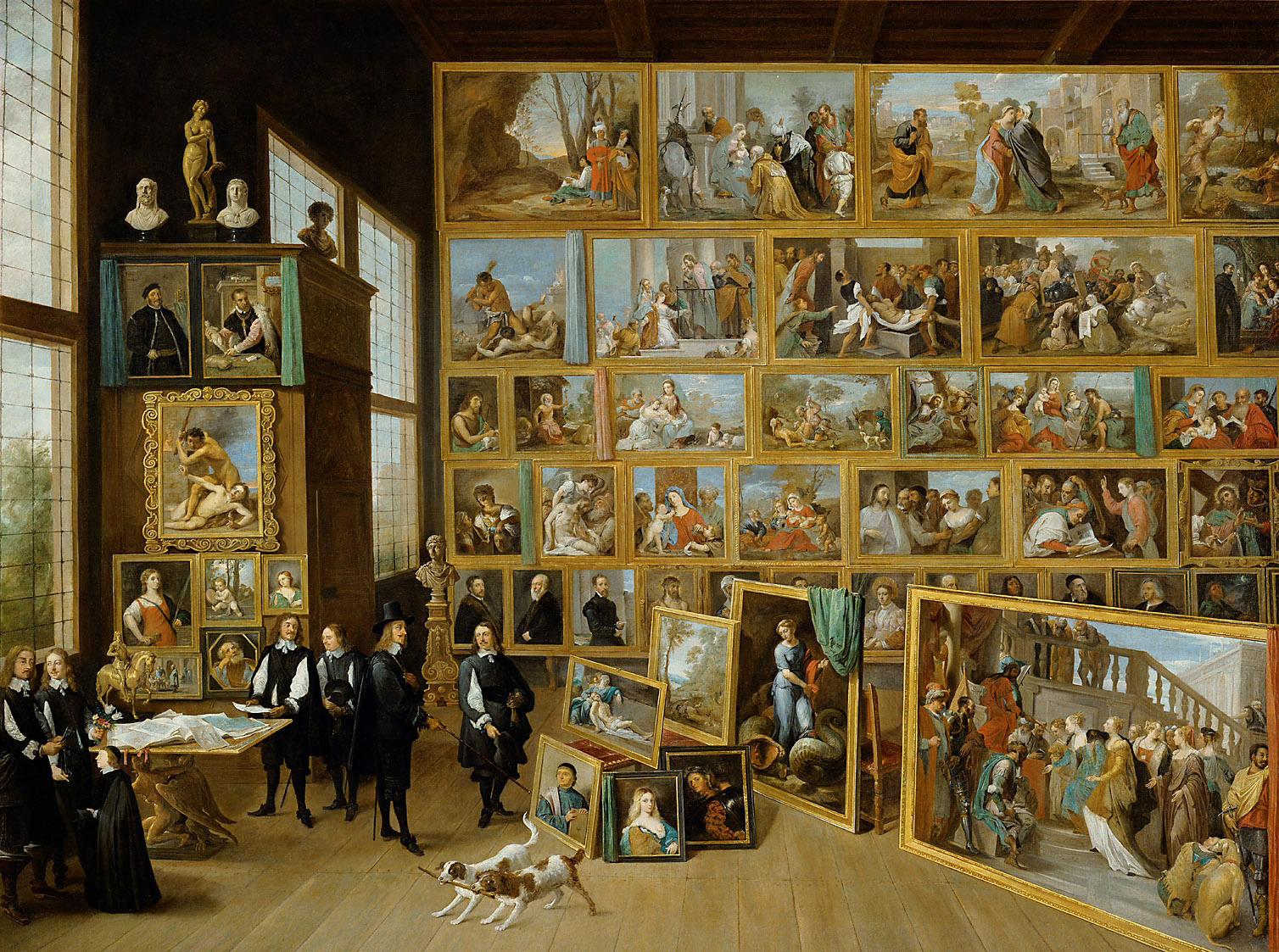
Erzherzog Leopold Wilhelm und seine Künstler in der erzherzöglichen Gemäldegalerie in Brüssel (David Teniers der Jüngere, um 1651)

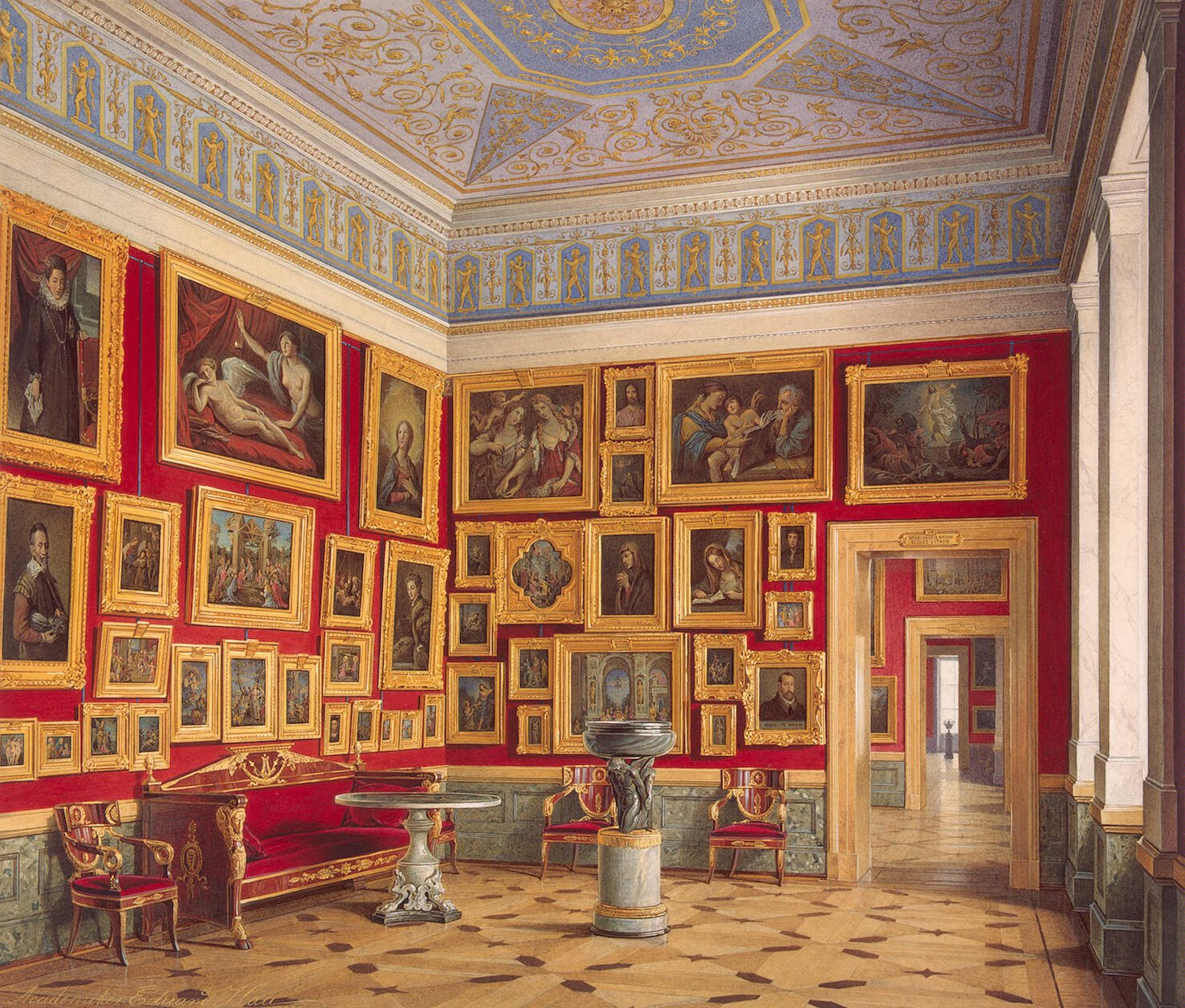
Bildergalerie in der Sankt Petersburger Eremitage (Eduard Hau, 1860)

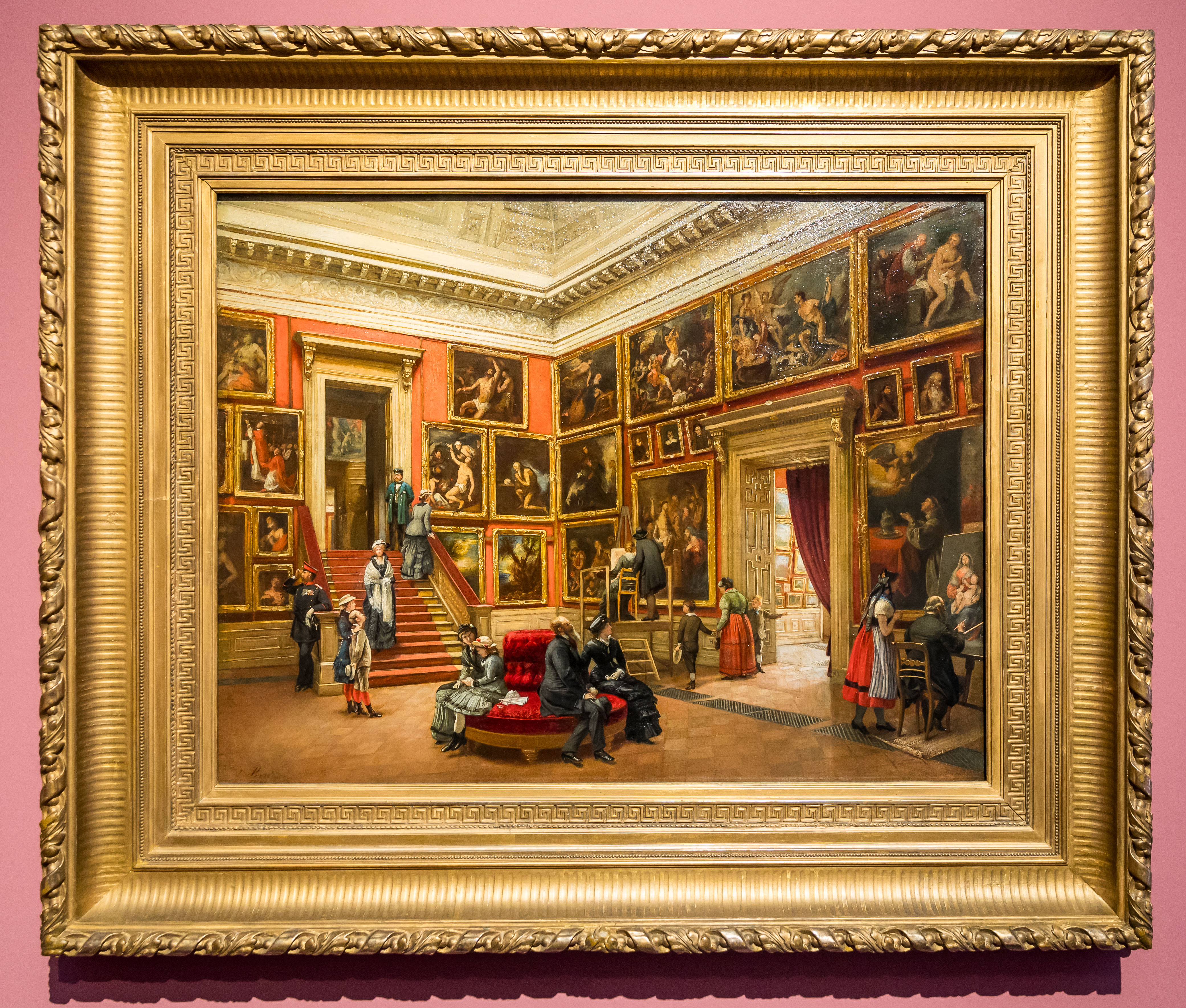
Karl Louis Preusser: In der Dresdner Galerie (1881)

Die Salonhängung bezeichnet eine besonders enge Reihung von Gemälden. Häufig reichen diese bis an die Decke, die Rahmen der Werke hängen dicht beieinander. Sie ist auch bekannt als Petersburger Hängung. Diese Bezeichnung geht auf die üppig behängten Wände der Sankt Petersburger Eremitage zurück.

## Hintergrund
Diese Form der Präsentation der Gemälde reicht bis zur Spätrenaissance zurück, als vermehrt Ölgemälde hergestellt und erworben wurden.
Sie bringt eine veränderte Intention bei der Ausstellung von Kunstwerken zum Ausdruck, die sich im Lauf der Geschichte vollzogen hat: Die Salonhängung zielt darauf ab, den Betrachter durch die schiere Menge der versammelten Kunstwerke zu beeindrucken. Objekt der Bewunderung ist letztlich nicht das einzelne Bild, sondern derjenige, der über die Mittel verfügt, eine große Kunstsammlung zusammenstellen zu können.
Demgegenüber lässt die heute gebräuchliche, weitaus sparsamere Hängung von Bildern das Einzelkunstwerk (und den Künstler) stärker hervortreten.

## Beispiele
Heutzutage findet man die Salonhängung noch häufig in Schlössern, die so das Repräsentationsbedürfnis ihrer einstigen Bewohner widerspiegeln. Beispiele hierfür sind etwa die Gemäldegalerien von Schloss Weißenstein in Pommersfelden oder Schloss Sanssouci in Potsdam. Das niederrheinische Museum Schloss Moyland präsentierte bis Mai 2009 Werke des Avantgarde-Künstlers Joseph Beuys in Form dieser Hängung. Da diese Präsentation nicht nur Gemälde, sondern auch Arbeiten auf Papier umfasste, wurde sie als Moyländer Hängung bezeichnet.
Im zentralen Treppenhaus des Städel Museums werden einige Werke aus der Sammlung des Gründers in der Petersburger Hängung präsentiert. Dies soll einen Eindruck der ursprünglichen Sammlung des Stifters Johann Friedrich Städel in seinem Wohnhaus am Frankfurter Roßmarkt vermitteln – eine Hommage an den Gründer und die Ursprünge des Hauses. Auch in den Bayerischen Staatsgemäldesammlungen in der Staatsgalerie in der Neuen Residenz in Bamberg wird ein fürstbischöfliches Kabinett mit mehr als 40 Gemälden des 17. und 18. Jahrhunderts in Salonhängung präsentiert.
Museen können mit dieser Hängung gut ihre Depotbestände präsentieren. So zeigte das Skagens Museum in Skagen, Dänemark, 2008 seine Erwerbungen von Skagenmalern über 100 Jahre mit einer Salonhängung, um einen repräsentativen Überblick zu gewähren. Zu seinem 150-jährigen Bestehen zeigte auch das Kölner Wallraf-Richartz-Museum 2011/2012 über 500 Gemälde in dieser Hängung unter dem Titel „Panoptikum – Die geheimen Schätze des Wallraf“.